# Кобожа
Кобо́жа (Кабожа) — средняя река в Новгородской и Вологодской областях России, левый приток Мологи (бассейн Волги).
Длина реки — 184 км, площадь водосборного бассейна — 2660 км². Питание смешанное, с преобладанием снегового. Средний годовой расход воды в устье около 19,5 м³/сек. Сплавная. Высота истока — 160 м над уровнем моря. Высота устья — 105,6 м над уровнем моря.

## Географические сведения

Бассейн Рыбинского водохранилища и Белого озера

По данным государственного водного реестра России относится к Верхневолжскому бассейновому округу.
Крупнейший населённый пункт на реке — посёлок Кабожа.
Кобожа вытекает из северной части озера Великое на востоке Новгородской области. Впадает река в Мологу чуть выше города Устюжна.
После истока Кобожа течёт на север, вода имеет коричневатый торфянистый цвет[уточнить]. Ширина реки составляет 10—15 метров, по берегам лес.
За посёлком Кабожа, стоящем на железной дороге Сонково — Санкт-Петербург, на реке плотина бездействующей ГЭС. В этом месте река петляет по широкой луговой равнине, несколькими мелиорационными каналами Кобожа соединена здесь с Песью. Ниже по течению река входит в живописные хвойные леса, на этом участке река преодолевает несколько небольших каменистых перекатов.
В нижнем течении Кобожа расширяется до 30—40 метров, по берегам становится больше лугов и песчаных пляжей. Напротив устья Кобожи на Мологе остров.

Река пользуется популярностью у туристов-водников и рыбаков.

### Притоки
Притоки (расстояние от устья): Мезга (5,9 км), Веуч (41 км), Чёрная (64 км), Белая (74 км), Белая (108 км), Петринка (124 км), Левочка (132 км), Полобжа (156 км), Колодея (172 км).

## Происхождение названия
По версии краеведа А. В. Кузнецова, название реки происходит от вепсского слова кобе, что означает пена, и в целом название Кобожа можно перевести как «Пенистая». По другой версии, название образовано от вепсского слова корб (korb) — глухой лес. По версии А. К. Матвеева, название имеет мерянское происхождение и переводится как «каменный исток» — от марийского ку(камень) + важ (корень) или как «еловый исток» (кожваж).
Формант «-жа» — уменьшительно-ласкательная форма (диминутив) в вепсском языке.

## Исторические сведения
В 6 км от деревни Мишино, на правом берегу Кобожи, ниже устья реки Белая, находится Усть-Бельский археологический комплекс, состоящий из стоянок каменного века, поселений эпохи бронзы и раннего железного века, финно-угорского могильника железного века, славянского раннесредневекового поселения и курганного могильника. Бассейн Кобожи входит в ареал формирования сопочной погребальной обрядности, характерной для новгородских словен в VIII—X веках.